# تفسیرگر
تفسیرگر یا تفسیرکننده (به انگلیسی: Interpretant) یک فاعل / نشانه است که به صورت متعدی به همان مفعول به عنوان نشانه دیگر اشاره دارد.
مفهوم «تفسیرگر» بخشی از نظریه «سه‌گانه» نشانه چارلز سندرز پیرس است. از نظر پیرس، تفسیرگر عنصری است که اجازه می‌دهد برای نشانه‌ای از یک شیء ، نماینده‌ای بگیریم، و همچنین «اثر» فرایند نشانه‌وری (semeiosis) یا دلالت است.
پیرس سه نوع تفسیرگر را مشخص می‌کند: فوری، پویا، و نهایی یا عادی.